# Бергдітікон
Бергдітікон (нім. Bergdietikon) — громада  в Швейцарії в кантоні Ааргау, округ Баден.

## Географія
Громада розташована на відстані близько 90 км на північний схід від Берна, 26 км на схід від Аарау.
Бергдітікон має площу 5,9 км², з яких на 17,3% дозволяється будівництво (житлове та будівництво доріг), 54,1% використовуються в сільськогосподарських цілях, 27,1% зайнято лісами, 1,5% не є продуктивними (річки, льодовики або гори).

## Демографія
2019 року в громаді мешкало 2831 особа (+19,4% порівняно з 2010 роком), іноземців було 17,8%. Густота населення становила 477 осіб/км².
За віковим діапазоном населення розподілялося таким чином: 20,5% — особи молодші 20 років, 58,7% — особи у віці 20—64 років, 20,8% — особи у віці 65 років та старші. Було 1229 помешкань (у середньому 2,3 особи в помешканні).
Із загальної кількості 1037 працюючих 47 було зайнятих в первинному секторі, 481 — в обробній промисловості, 509 — в галузі послуг.